# Paul Kagame
Paul Kagame, född 23 oktober 1957 i Gitarama i Rwanda, är president i Rwanda sedan 2000. Han var en av grundarna till Rwandiska patriotiska fronten, det dominerande politiska partiet som styrt landet sedan 1994.

## Barndom och ungdomsår
Kagame föddes i Gitarama i Rwanda. Under revolten i landet 1959 och strax efter flydde över 160 000 tutsier till grannländer. Omkring 20 000 tutsier dödades. Kagames familj flydde liksom många andra tutsier till Uganda.

## Militärtjänst i Uganda
Kagames militära karriär började 1979, då han anslöt sig till Yoweri Musevenis National Resistance Army (NRA) och deltog i gerillakrig i Uganda i flera år. 1986 blev NRA:s ledare Museveni Ugandas president. Samma år var Kagame en av de ledande, tillsammans med sin nära vän Fred Rwigema, när Rwandiska patriotiska fronten (RPF) bildades. RPF bestod till större del av landsflyktiga tutsier som hade ingått i NRA, och var baserad i Uganda. 
1986 blev Kagame chef för den militära underrättelsetjänsten inom NRA, och han betraktades som en av Musevenis närmaste allierade. Han gick också med i Ugandas officiella militär.

## Invasioner av Rwanda och folkmord
I oktober 1990, medan Kagame deltog i militärträning i Fort Leavenworth, Kansas, invaderade RPF Rwanda. Bara två dagar efter att invasionen inletts dog Rwigema och Kagame blev därmed RPF:s militäre befälhavare. Trots att RPF i början hade framgångar blev de stoppade av en sammanslutning av franska, belgiska, rwandiska och zairiska soldater och tvingades retirera. De försökte göra en ny invasion i slutet av 1991, men även denna hade begränsad framgång.
Invasionen ökade de etniska spänningarna i området, inklusive i grannlandet Burundi som hade liknande konflikter. Fredssamtal mellan RPF och Rwandas regering ledde till Arushafördragen, som innefattade politisk medverkan av RPF i Rwanda. Trots överenskommelsen bestod dock de etniska spänningarna.
6 april 1994 sköts ett flygplan med både Rwandas president Juvénal Habyarimana och Burundis president Cyprien Ntaryamira ned av en luftvärnsmissil när det närmade sig Kigalis flygplats. Alla ombord dödades. Det är fortfarande oklart vilka som bar ansvaret för nedskjutningen. Vissa har anklagat Kagame för att ha beordrat attacken. 
Denna händelse blev den utlösande faktorn för folkmordet i Rwanda. Det uppskattas att  800 000 rwandier, mestadels tutsier, blev systematiskt dödade av Rwandas hutuextremistiska regering, och tusentals fler kvinnor smittades avsiktligt med HIV genom  våldtäkter. Som svar på detta ökade Paul Kagames RPF sina insatser att störta regeringen som bar ansvar för mördandet. I juli 1994 lyckades de störta regeringen och få slut på folkmordet. Men de anses också ha attackerat obeväpnade civila. Uppskattningarna om antalet civila hutuer som dödades i hämndmassakrer av RPF varierar från 25 000 till över 100 000.

## Det andra Kongokriget
Kagame ingick i president Pasteur Bizimungus regering, som kom till makten efter folkmordet. Kagame utsågs till vicepresident och försvarsminister. Bizimungu var också medlem av RPF, och Kagame ansågs såsom militär ledare vara den verklige makthavaren, och blev också president när Bizimungu avsattes i mars 2000. 
1998 blev Rwanda djupt inblandat i det andra Kongokriget, då de stödde en välbeväpnad rebellgrupp i Kongo, Samling för kongolesisk demokrati. Tillsammans med Uganda invaderade rwandiska styrkor de mineralrika norra och östra delarna av Kongo och uppgav som skäl att Kongos regering bedrev tutsifientlig politik och att Rwanda hade historiska intressen i området. Kongos regering fick snart stöd av flera andra afrikanska länder och gick till motattack. 
I april 2001 anklagade en FN-rapport ledande medlemmar av Rwandas regering för att tjäna miljoner dollar på olaglig handel med plundrade mineralresurser från Kongo. I juni samma år anklagade Amnesty International Rwanda och grupper med stöd av Rwanda (bland andra) för att avsiktligt ha dödat tusentals kongolesiska civila.  Trots att Rwandas och Ugandas regeringar säger sig ha dragit tillbaka sina trupper från Kongo kommer rapporter om fortsatt rwandisk inblandning, och grupper med stöd av Rwanda och Uganda fortsätter att begå grova övergrepp mot mänskliga rättigheter. Konflikten har hittills krävt cirka 3,8 miljoner liv. 
Kritiker mot Rwandas regering hävdar att dess ockupation av östra Kongo huvudsakligen är grundad på en önskan att exploatera Kongos naturresurser. Paul Kagame har i sin tur hävdat att denna kritik baseras på hutuextremistisk propaganda, och att Rwandas enda anledning att ockupera Kongo har varit att besegra resterna av den hutuextremistiska milis som flydde dit från Rwanda efter folkmordet 1994.

## President Kagame
Paul Kagame blev Rwandas president i mars 2000, efter att Bizimungu blivit avsatt. Tre och ett halvt år senare, 25 augusti 2003, vann han stort i de första nationella valen sedan hans regering tagit makten 1994. Observatörer från Europeiska unionen rapporterade om oegentligheter och trakasserier mot oppositionspartier. 
Kagame brukar tona ned sin etniska bakgrund och framställa sig själv som enbart rwandier. Emellertid är den överväldigande majoriteten av den nuvarande rwandiska regeringen liksom Kagame tutsier som vuxit upp i Uganda. 
Kagame är mycket kritisk mot FN och dess roll i folkmordet 1994. I mars 2004 uttalade han offentlig kritik mot Frankrike för att inte ha försökt förhindra folkmordet, och orsakade då ett diplomatiskt gräl. Kagame har i intervjuer förklarat att han inte ser sig som auktoritär eller att han har något att be om ursäkt för. 
I presidentvalet 2010 omvaldes han för en ytterligare sjuårsperiod, då 93 procent av de röstberättigade i Rwanda hade röstat på honom.  Samtidigt har människorättsorganisationer såsom Amnesty och Human Rights Watch fortsatt att rikta hård kritik mot Kagames och dennes politiska envälde. En del av detta yttrar sig i förföljelse av oliktänkande och politiska mord.